# HMS Northampton (1876)
Den engelske panserkrydser Northampton var sammen med søsterskibet HMS Nelson forbedrede udgaver af forgængeren Shannon. Deplacementet var forøget med omkring 2.000 ton, og det gav plads til et kraftigere maskineri, lidt flere kanoner og en langt større beholdning af kul, 1.150 ton mod Shannons 560 ton. På trods af disse forbedringer havde skibet mange af de samme svagheder, først og fremmest for lav fart. Skibet var som det første i Royal Navy opkaldt efter den midtengelske by Northampton og i følge Oscar Parkes skyldes det, at flådeministeren Ward Hunt netop var valgt i denne by.

## Tjeneste
Northampton var flagskib for eskadren i Nordamerika og Vestindien til 1886, hvorefter den blev moderniseret og derefter overført til reserven. Northamptons maskineri var ikke så effektivt som søsterskibets, og den blev allerede i 1894 overført til tjeneste som skoleskib. Blev igen overført til reserven i 1904 og solgt i 1905.